# Нитриус
Ни́триус, Нетриу́с или Нетри́ус (укр. Нетриус, Нітриус) — река в Харьковской и Донецкой областях, левый приток Северского Донца. Длина реки составляет 31 километр, площадь бассейна — 241 км².
В устье реки расположено напротив села Пришиб в Краматорском районе Донецкой области.
Упоминания о реке встречаются с XVII века, в «Книге Большому чертежу» река называется «Святой колодезь». Также река встречалась под названиями Нетриус, Неутриус, Нетривус, Нетригуз, Нетрус, Дериус. С 1974 года закрепилось название Нитриус.
По мнению профессора Е. С. Отина название реки унаследовано от посёлка Нетриус в верховьях реки, который в свою очередь назван по имени казака, основавшего этот посёлок.
Склоны реки меловые. Питается родниками в верховьях. Одна из самых чистых рек Донецкой области. Вода используется для орошения.
В среднем течении реки образовалось озеро Становое. Также на реке сооружен каскад прудов. По реке проходит граница национального природного парка «Святые горы».
Выход родниковых вод из-под подошвы мелового склона реки Нитриус возле села Шандриголово в Краматорском районе Донецкой области взят под охрану и имеет статус гидрологического памятника природы местного значения «Родники».